# 盧斯鎮區 (印地安納州斯潘塞縣)
盧斯鎮區（英語：Luce Township）是位於美國印地安納州斯潘塞縣的一個行政鎮區。

## 地方資料
根據2010年美國人口普查的數據，盧斯鎮區的面積為138.10平方千米，當中陸地面積為137.60平方千米，而水域面積為0.50平方千米。當地共有人口891人，而人口密度為每平方千米6.45人。